# Louise Watkin

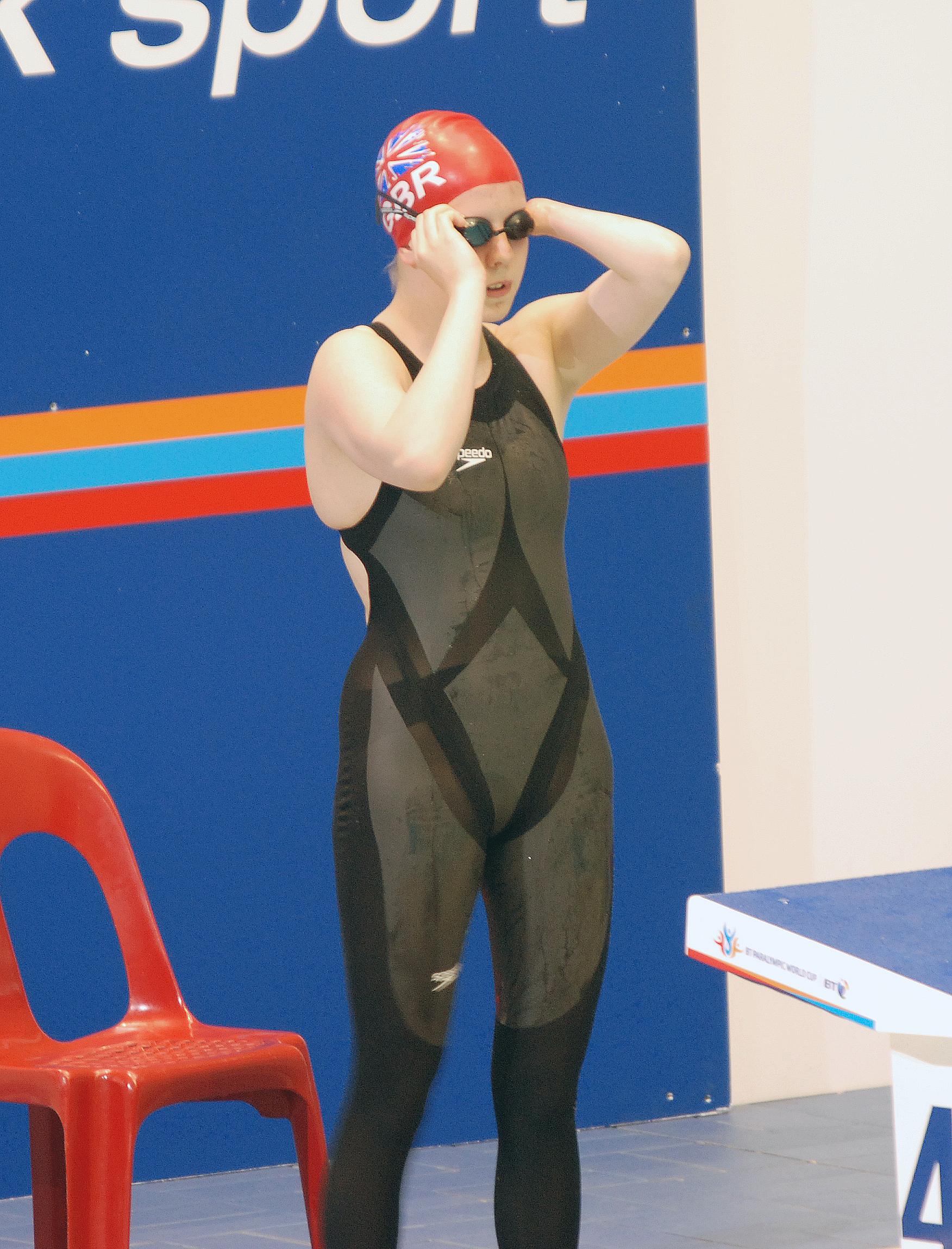
Louise Watkin przed startem, BT Paralympic World Cup 2009

Louise Watkin, także występuje pod nazwiskiem Walmsley, jako Louise Walmsley (ur. 13 sierpnia 1992 w Sztokholmie) – brytyjska pływaczka niepełnosprawna, uczestniczka paraolimpiad w 2008 i w 2012 roku, w których uplasowała się na medalowych pozycjach. Brała także udział w krajowych i międzynarodowych zawodach pływackich, zdobywając w różnych dyscyplinach pływackich, indywidualnie i w sztafecie, złote, srebrne i brązowe medale. W 2010 roku na mistrzostwach świata dla pływaków niepełnosprawnych w Eindhoven zajęła pierwsze miejsce w kategorii 50 m stylem dowolnym z czasem 29,26 sekundy.
Ze względu na dysfunkcję (wrodzony brak lewej ręki i części lewego przedramienia) została odpowiednio sklasyfikowana do klasy startowej S9, SB9 i SM9.

## Życiorys
Louise Watkin urodziła się 13 sierpnia 1992 roku w Sztokholmie i mieszkała tam przez pierwsze cztery lata życia. Następnie, po rozwodzie rodziców, wyjechała razem z matką do Wielkiej Brytanii, gdzie zamieszkały w Surrey.
Pływanie trenowała od dzieciństwa, zainspirowana przez starszą siostrę, m.in. pod kierunkiem Robina Brewa i Johna Stouta.
Na pływackiej arenie międzynarodowej zadebiutowała w 2006 roku podczas mistrzostw świata w Południowej Afryce.
Ma 164 cm wzrostu i waży 54–57 kg. Trenowała pływanie na basenie w Salford, tygodniowo spędzając tam około 18 godzin i dodatkowo uprawiając przez 4 do 5 godzin ćwiczenia gimnastyczne. W wywiadzie stwierdziła, że wytrwałe trenowanie zapewnia drogę do sukcesu w sporcie.
Za swoje największe dotychczasowe osiągnięcie sportowe uznała zdobycie srebrnego medalu na paraolimpiadzie w Pekinie w 2008 roku na dystansie 100 m stylem dowolnym.
Powiedziała, że po zakończeniu kariery sportowej chciałaby studiować i udzielać się w innych dyscyplinach sportowych.

## Osiągnięcia sportowe

### Igrzyska paraolimpijskie
W 2008 roku podczas XIII Letnich Igrzysk Paraolimpijskich zorganizowanych w Pekinie Louise Watkin, w wieku 16 lat, zdobyła srebrny medal w konkurencji 100 metrów stylem dowolnym (S9) oraz trzy brązowe medale w konkurencjach: 50 m stylem dowolnym (S9), 100 m żabką (SB9) i 200 m stylem zmiennym (SM9).
Cztery lata później w Londynie podczas XIV Letnich Igrzysk Paraolimpijskich zdobyła srebrny medal w konkurencji 4×100 m stylem zmiennym, pływając w sztafecie razem z Heather Frederiksen, Claire Cashmore i Stephanie Millward oraz dwa brązowe medale w konkurencjach: 200 m indywidualnie stylem zmiennym (SM9) i 4×100 m stylem dowolnym w sztafecie razem z Claire Cashmore, Susie Rodgers i Stephanie Millward.

### Inne zawody sportowe
Louise Watkin wzięła także udział w zawodach pływackich zorganizowanych na terenie Wielkiej Brytanii, Europy i w Brazylii, zdobywając w różnych konkurencjach, indywidualnie i w sztafecie, złote, srebrne i brązowe medale.

#### 2008
W 2008 zdobyła dwa srebrne medale: na mistrzostwach British Championships w Sheffield w konkurencji 50 m stylem dowolnym oraz podczas zawodów BT Paralympic World Cup w Manchesterze w konkurencji 100 m stylem dowolnym (S9). Rok później podczas tych samych mistrzostw w Sheffield zdobyła dwa srebrne medale (na dystansie 50 m stylem dowolnym i na dystansie 100 m stylem grzbietowym) i jeden brązowy (na dystansie 100 m żabką), zaś podczas zawodów w Manchesterze zdobyła złoty i srebrny medal, pływając w stylu dowolnym odpowiednio na dystansie 50 i 100 m (S9).

#### 2009
W 2009 roku Louise Watkin wzięła również udział w europejskich mistrzostwach IPC European Championships, które miały miejsce w Reykjavíku. Zdobyła indywidualnie trzy złote medale w konkurencji 50 i 100 metrów stylem dowolnym (S9) oraz 200 m stylem zmiennym (SM9) i dwa srebrne medale w konkurencji 400 m stylem dowolnym (S9) i 100 m żabką (SB9). Ponadto zdobyła dwa złote medale pływając w sztafecie 4×100 m stylem dowolnym i 4×100 m stylem zmiennym.
Start w mistrzostwach świata IPC Swimming World Championships (25m) w Rio de Janeiro w 2009 roku przyniósł jej trzy medale: złoty w sztafecie 4×100 m stylem dowolnym, srebrny w konkurencji 50 m stylem dowolnym (S9) i brązowy w konkurencji 100 m stylem dowolnym (S9).

#### 2010
W 2010 roku zdobyła dwa złote medale w konkurencji 50 m stylem dowolnym (S9), pierwszy podczas zawodów BT Paralympic World Cup w Manchesterze, a drugi w Holandii w ramach mistrzostw świata IPC World Championships, które odbyły się w Eindhoven. Występ w Holandii przyniósł jej także trzy srebrne medale (100 m żabką, 200 m stylem zmiennym, 4×100 m stylem zmiennym w sztafecie) oraz jeden medal brązowy (100 m stylem dowolnym).

#### 2011
W 2011 roku Louise Watkin wzięła udział w czterech różnych imprezach sportowych, zajmując w trzech z nich miejsca medalowe. W Manchesterze podczas krajowych mistrzostw zajęła pierwsze miejsce w kategorii 50 m stylem dowolnym i trzecie miejsce w kategorii 100 m stylem dowolnym, zaś podczas BT Paralympic World Cup wywalczyła 3. pozycję w kategorii 100 m żabką, natomiast w Sheffield podczas mistrzostw świata uplasowała się na 5. pozycji w kategorii 50 m stylem dowolnym. Triumfowała także na mistrzostwach Europy IPC European Championships w Berlinie, zdobywając łącznie trzy złote medale (w konkurencjach: indywidualnie 200 m stylem zmiennym, w sztafecie: 4×100 m stylem dowolnym i 4×100 m stylem zmiennym), jeden medal srebrny (na dystansie 50 m stylem dowolnym) i trzy medale brązowe (na dystansie 100 m stylem dowolnym, 400 m stylem dowolnym i 100 m żabką).

#### 2012
W 2012 roku wzięła udział w mistrzostwach Wielkiej Brytanii w Londynie i zdobyła złoty medal na dystansie 50 m stylem dowolnym (S9).